# Rimska ekspanzija v Italiji
Rimska širitev v Italiji zajema vrsto konfliktov, v katerih je Rim iz majhne italijanske mestne države zrasel v vladarja italijanske regije. Rimska tradicija pripisuje rimskim kraljem prvo vojno proti Sabincem in prve osvojitve okoli Albanskih gričev in vse do obale Lacija. Rojstvo Rimske republike po strmoglavljenju etruščanskega monarha Rima leta 509 pr. n. št. je začelo vrsto velikih vojn med Rimljani in Etruščani. Leta 390 pr. n. št. so Galci s severa Italije oplenili Rim. V drugi polovici 4. stoletja pr. n. št. se je Rim večkrat spopadel s Samniti, močno plemensko koalicijo Apeninske regije.
Do konca teh vojn je Rim postal najmočnejša država v osrednji Italiji in se je začel širiti na sever in na jug. Zadnja grožnja rimski hegemoniji je prišla med Pirovo vojno (280–275 pr. n. št.), ko je Tarentum zaprosil za pomoč grškega kralja Pira Epirskega za kampanjo na severu Italije. Odpor v Etruriji je bil dokončno zlomljen v letih 265–264 pr. n. št., istega leta se je začela prva punska vojna, ki je prvič pripeljala rimske sile izven polotoka. Od prve punske vojne (264–241 pr. n. št.) so ozemlja pod rimsko oblastjo vključevala tudi Sicilijo (241 pr. n. št.), Sardinijo in Korziko (238 pr. n. št.), otoke, preoblikovane v province.
Kasneje, v povezavi z drugo punsko vojno (218–202 pr. n. št.), je Rim nadaljeval tudi s podjarmljenjem keltskih ozemelj severno od Apeninov Cisalpinske Galije (od 222 do 200 pr. n. št.) in nato sosednjih prebivalcev jadranskih Venetov (na vzhodu) in Ligurov (na zahodu), dokler ni dosegel vznožja Alp. S koncem obdobja državljanskih vojn (44–31 pr. n. št.) je cesar Gaj Avgust Oktavijan med letoma 16 pr. n. št. in 7 pr. n. št. začel osvajati alpske doline (od doline Aoste do reke Arsije v Istri) in s tem dokončal osvojitev italijanske geografske regije. Po osvojitvi celotnega alpskega loka in s tem celotnega italijanskega ozemlja je Italijo razdelil na 11 regij (okoli 7 n. št.). Osvojena ozemlja so bila vključena v rastočo rimsko državo na več načinov: zaplembe zemljišč, ustanavljanje rimskih kolonij (coloniae), podelitev polnega ali delnega rimskega državljanstva in vojaška zavezništva z nominalno neodvisnimi državami. Uspešna osvojitev Italije je Rimu omogočila dostop do delovne sile, ki ji ni bilo para v nobeni sodobni državi, in utrla pot do končnega rimskega vmešavanja v celoten sredozemski svet.

## Ozadje
Ime starodavnih ljudstev Italije označuje tista prebivalstva, ki so se naselila na italijanskem polotoku v železni dobi in pred rimsko širitvijo in osvojitvijo Italije. Mnoga imena so bodisi znanstvene iznajdbe bodisi eksonimi, ki so jih dodelili starodavni pisci del v starogrščini in latinščini.
Kar zadeva specifična imena posameznih starodavnih italijanskih plemen in ljudstev, časovno okno, v katerem zgodovinarji poznajo zgodovinsko pripisana imena starodavnih italijanskih ljudstev, večinoma spada v obdobje od približno 750 pr. n. št. (ob legendarni ustanovitvi Rima) do približno 200 pr. n. št. (sredi Rimske republike),časovno obdobje, v katerem večina pisne dokumentacije prvič obstaja za takšna imena in pred skoraj popolno asimilacijo italijanskih ljudstev v rimska kulturo.
Skoraj vsa ta ljudstva in plemena so govorila indoevropske jezike: Italiki, Kelti, Stari Grki in plemena, ki so verjetno zasedala različne vmesne položaje med temi jezikovnimi skupinami. Po drugi strani pa so nekatera italijanska ljudstva (kot so Retijci, Kamuni, Etruščani) verjetno govorila  predindoevropske jezike. Poleg tega so se ljudstva, ki so govorila jezike afroazijske družine, zlasti večinoma semitski Feničani in Kartažani, naselila in kolonizirala nekatere obalne dele Italije (zlasti v otoški Italiji v zahodni in južni Sardiniji ter zahodni Siciliji).
Nekateri strokovnjaki menijo, da so mnoga ljudstva govorila neindoevropske jezike. Nekateri med njimi so bili predindoevropejci ali paleoevropejci, medtem ko je Giacomo Devoto glede nekaterih drugih predlagal definicijo peri-indoevropskega (tj. vsega, kar ima hibridne značilnosti med indoevropskim in neindoevropskim).

## Rimsko osvajanjeLatium vetus(753-341 pr. n. št.)
Najstarejša rimska zgodovina od ustanovitve Rima kot majhne plemenske vasi do konca kraljevske dobe s padcem rimskih kraljev je najmanj ohranjena. Čeprav Tit Livij, rimski zgodovinar, v svojem delu Ab urbe condita navaja vrsto sedmih kraljev arhaičnega Rima, od prve naselbine do prvih let, so prvi štirje 'kralji' (Romul, Numa Pompilij, Tul Hostilij in Ank Marcij) skoraj zagotovo popolnoma apokrifni. Zgodovinarji domnevajo, da je pred vzpostavitvijo etruščanske vladavine nad Rimom pod Tarkvinij Prisk, petim kraljem po tradiciji, Rim vodila nekakšna verska avtoriteta. Po tradiciji je Romul po ustanovitvi mesta utrdil enega od sedmih rimskih gričev, Palatin in Livij trdi, da je bil Rim kmalu po ustanovitvi "enak vsem okoliškim mestom po vojaški moči".
Pod etruščanskimi kralji Tarkvinijem Priskom, Servij Tulijem in Tarkvinij Ošabnim se je Rim širil v severozahodni smeri in prišel v konflikt z Veientani (severovzhodno od Tibere) po izteku pogodbe, ki je končala prejšnjo vojno. Tarkvinij Prisk se je boril proti Sabincim (okoli 585/584 pr. n. št.), kot tudi njegov naslednik Servij Tulij. Prisk je ponovno dobil triumf nad sosednjimi Latinci (kupil je mesti Corniculum (starodavno latinsko mesto) in Collatia od rimske države) in Etruščani (1. aprila 588/587 pr. n. št.). Servij Tulij je prav tako dobil dvojni triumf nad slednjimi (25. novembra 571/570 pr. n. št. in 25. maja 567/566 pr. n. št.). In končno Strabon spominja, da je Tarkvinij Prisk uničil številna mesta Ekvov. Zadnji rimski kralj Tarkvinij Superb, je bil prvi, ki se je boril proti Volskom in nato podredil številna mesta Latium vetus (stari Lacij), sklenil mir z Etruščani. Sčasoma so bili etruščanski kralji strmoglavljeni v okviru širše razlastitve etruščanske moči v regiji v istem obdobju in Rim, katerega posesti se niso raztezale več kot 50 mi (80 km) od mesta, si je izbral republikansko ureditev.
Z začetkom te nove zgodovinske faze so bili neposredni sosedje Rima mesta ali vasi Latinov s plemensko strukturo podobno rimski ali celo sabinska plemena iz bližnjih Apeninskih hribov. Postopoma je Rim premagal tako Sabince kot lokalna mesta, ki so bila bodisi hegemonizirana s strani Etruščanov bodisi latinska mesta, ki so se, tako kot Rim, znebila svojih etruščanskih vladarjev. Rim je premagal Lavince in Tuskulce v bitki pri jezeru Regillus 496 pr. n. št., in Sabince v neznani bitki leta 449 pr. n. št., Ekve in Volske v bitki pri gori Algidus leta 458 pr. n. št. in v bitki pri Corbiu leta 446 pr. n. št., Volske v bitki pri Corbioneju in pri osvojitvi Anzia leta 377 pr. n. št., Aurunce v bitki pri Ariccia; premagali so jih Veientani  v bitki pri Cremeri leta 477 pr. n. št., pri osvojitvi Fidene leta 435 pr. n. št. in v vojnah, ki so privedle do osvojitve Veientani  leta 396 pr. n. št. Ko so bili Veientani premagani, so Rimljani dejansko dokončali osvojitev svojih neposrednih etruščanskih sosedov in hkrati zavarovali svoj položaj pred neposredno grožnjo, ki so jo predstavljala plemenska ljudstva Apeninskih hribov
Rim pa je še vedno nadzoroval le zelo majhno območje in njegovo delovanje je igralo manjšo vlogo v celotnem kontekstu Apeninskega polotoka: ostanki mesta  Veiji na primer, danes v celoti spadajo v predmestje sodobnega Rima in rimski interesi so pritegnili pozornost Grkov, nosilcev vodilne kulture tistega časa. Večina Italije je še vedno ostala v rokah Latinov, Sabincev, Samnitov in drugih ljudstev osrednje Italije, grških kolonistov iz Magna Graecia polisov in zlasti keltskih ljudstev severne Italije, vključno z Gali.
Takrat je bila keltska civilizacija živahna in v procesu vojaške in teritorialne širitve z razširjenostjo, ki je, čeprav ji je manjkala kohezija, zajela velik del celinske Evrope. Prav v rokah Keltov iz Galije je Rim utrpel ponižujoč poraz, ki mu je sledil zastoj pri njegovi širitvi: spomin na ta poraz se je globoko vtisnil v zavest in prihodnji spomin Rima. Od leta 390 pr. n. št. so številna galska plemena začela vdirati v Italijo s severa, ne da bi Rimljani vedeli za to, saj so se njihovi interesi še vedno osredotočali na varnost v bistveno lokalnem scenariju. Rim je opozorilo še posebej bojevito pleme, Senoni, ki so vdrli v etruščansko provinco Siena s severa in napadli mesto Clusium (Chiusi), nedaleč od sfere rimskega vpliva. Prebivalci Chiusija, preobremenjeni z močjo svojih sovražnikov, ki so bili številčnejši in bolj divji, so prosili Rim za pomoč. Skoraj nenamerno so se Rimljani ne le znašli v sporu s Senoni, ampak so postali njihova glavna tarča. Rimljani so se z njimi soočili v bitki pri Alliji okoli let 390–387 pr. n. št. so Gali pod vodstvom vodje Brenna premagali rimsko vojsko približno 15.000 vojakov in preganjali begunce vse do samega mesta, ki je bilo podvrženo delnemu, a ponižujočemu ropanju preden so bili pregnani ali prepričani, da odidejo ob plačilu odkupnine.

## Hegemonija nad osrednjo-južno Italijo (343-264 pr. n. št.)
Po okrevanju od plenjenja Rima so Rimljani takoj nadaljevali svojo širitev v Italijo.

### Osrednja Italija
Samniti so bili prav tako bojeviti in bogati kot Rimljani in so se odločili za širitev na nova ozemlja v rodovitnih italijanskih ravnicah blizu Rima. Prva samnitska vojna, med letoma 343 in 341 pr. n. št., je sledila obsežnim samnitskim vpadom na ozemlje Rima, ki so jim sledile bitka pri gori Gaurus (342 pr. n. št.) in bitka pri Suessuli (341 pr. n. št.). Rimljani so premagali Samnite, vendar so bili prisiljeni umakniti se iz vojne, ne da bi lahko v celoti izkoristili uspeh, zaradi upora mnogih latinskih zaveznikov v spopadu, znanem kot rimsko latinske vojne. Okoli leta 340 pr. n. št. se je Rim znašel v položaju, ko je moral zajeziti tako samnitske vpade na svoje ozemlje kot tudi vpade uporniških latinskih mest, s katerimi se je zapletel v hud spopad. Sčasoma so bili Latini poraženi v bitki pri Vezuvu in ponovno v bitki pri Trifanu, po kateri so bila latinska mesta prisiljena podrediti se rimski oblasti.
Druga samnitska vojna, od 327 do 304 pr. n. št., je predstavljala resnejšo in daljšo zadevo, tako za Rimljane kot za Samnite, katere zaključek je zahteval več kot 20 let spopadov in 24 bitk za ceno resnih izgub za obe strani. Izmenične usode konflikta so se nasmehnile tako Samnitom kot Rimljanom; prvi so leta 327 pr. n. št. zavzeli Neapelj, ki so ga Rimljani ponovno zavzeli, preden so bili poraženi v bitki pri Kavdinskih vilicah in v bitki pri Lavtulah. Rimljani so končno zmagali v bitki pri Bovianu (305 pr. n. št.), ko se je že leta 314 pr. n. št. tok vojne odločno obrnil v korist Rima, kar je Samnite prisililo, da so se pogajali o predaji pod vse bolj neugodnimi pogoji. Leta 304 pr. n. št. so Rimljani izvedli obsežno priključitev samnitskih ozemelj, na katerih so celo ustanovili številne svoje kolonije. Toda sedem let po porazu, medtem ko se je rimska prevlada nad območjem zdela varna, so se Samniti ponovno dvignili in porazili Rimljane v bitki pri Kamerinu, leta 298 pr. n. št., kar je začelo tretjo samnitsko vojno. Okrepljeni s tem uspehom so poskušali sestaviti koalicijo številnih ljudstev, ki so bila nekoč sovražna Rimu, da bi preprečili Rimu prevlado nad celotno osrednjo in južno Italijo. Vojska, ki se je leta 295 pr. n. št. soočila z Rimljani v bitki pri Sentinu, je vključevala pisano koalicijo Samnitov, Galcev, Etruščanov in Umbrov. Ko je rimska vojska dosegla prepričljivo zmago tudi nad temi združenimi silami, je postalo jasno, da nič več ne more preprečiti Rimu prevlade nad Italijo. In z naslednjo bitko pri Populoniji leta 282 pr. n. št., je Rim končal zadnje ostanke etruščanske hegemonije nad regijo. Rimska zmaga v treh samnitskih vojnah (343–341; 326–304; 298–290 pr. n. št.) je torej zagotovila nadzor nad velikim delom osrednje-južne Italije za mesto; politične in vojaške strategije, ki jih je izvajal Rim, kot so ustanovitev kolonij z latinskimi pravicami, dedukcija rimskih kolonij in gradnja Apijeve ceste, pričajo o moči tega ekspanzionističnega pritiska proti jugu. Zanimanje za teritorialno prevlado namreč ni bila preprosta prerogativa nekaterih aristokratskih družin, vključno z rodom Klavdijev, ampak je zajelo celotno rimsko politično sceno, in celoten rimski senat se je tega držal skupaj s plebejci. Dejansko je bil napredek proti jugu spodbujen z gospodarskimi in kulturnimi interesi; medtem ko je prisotnost civilizacije, tiste iz Velike Grčije (Magna Graecia), z visoko stopnjo vojaške, politične in kulturne organizacije, sposobne upreti se rimski ekspanziji, prispevala k njenemu upočasnjevanju.

### Južna Italija
(Velika Grčija)
Z začetkom tretjega stoletja je Rim postal velika sila na italijanskem polotoku, vendar še ni prišel v trenje z dominantnimi sredozemskimi silami tistega časa, Kartagino in polisi helenistična Grčije. Južna Italija je še vedno ostala v rokah kolonij Magna Graecia (Velike Grčije), ki so bile zaveznice Samnitov.
Čeprav so komercialni odnosi med Rimom in centri Velike Grčije malo znani, je določena delitev komercialnih interesov med Rimom in grškimi mesti Kampanije vsaj verjetna, kar dokazuje izdaja rimsko-kampanijskih kovancev, ki se je začela leta 320 pr. n. št. Ti komercialni sporazumi so bili morda posledica samnitskih vojn in rimske širitve proti jugu. Vendar pa so potrebe rimskega podeželskega prebivalstva po novih obdelovalnih zemljiščih določile tudi potrebo po teritorialni širitvi proti jugu, ki je širitev v osrednji in severni Italiji ni zadovoljila.
Po invaziji Pira na južno Italijo leta 280 pr. n. št., ki so se mu pridružili nekateri iz grških kolonij in nekateri Samniti, ki so se uprli rimski nadvladi, so bili Rimljani poraženi v več bitkah. Ko je Pir spoznal, da je njegovo bivanje v Italiji nevzdržno in se je umaknil, se je Rim hitro premaknil v južno Italijo, podredil in razdelil Veliko Grčijo s pakti in pogodbami (foedera) z večino mest, kar je uvedlo nekakšno posredno kontrolo nad regijo. Vendar ni dokazov o večjih vojaških naložbah na grška mesta niti med prvo punsko vojno, edini prispevek je bila flota transportnih ladij, izposojenih od Neaplja, Tarenta in Lokrija leta 264 na začetku vojne.

## Osvojitve med in po punskih vojnah (264–133 pr. n. št.)
Ko je Rim vzpostavil učinkovito nadvlado nad Apeninskim polotokom in na podlagi svojega vojaškega ugleda, je lahko začel razmišljati o širitvi izven Apeninskega polotoka. Glede na naravno pregrado Alp na severu in še vedno ne želeč tekmovati v bitki s ponosnimi galskimi ljudstvi, je Rim obrnil svoj pogled drugam, na Sicilijo in sredozemske otoke, kar ga je pripeljalo v odprt konflikt z nekdanjim zaveznikom, Kartagino, v punskih vojnah.

### Predalpska Galija (Cisalpska Galija)
Rimska vojska je prečkala reko Pad malo pred začetkom vojne in osvojila del ozemelj Predalpske Galije. Bitka pri Klastidiju, leta 222 pr. n. št., je Rimu prinesla zavzetje prestolnice Insubrov Mediolanum (Milano). Da bi utrdil svojo nadvlado, je Rim ustanovil koloniji Piacenza, na ozemlju Bojcev, in Cremona na ozemlju Insubrov. Galci severne Italije so se zato uprli po Hanibalovem spustu v Italijo iz Alp.
Med drugo punsko vojno je Rim podredil tudi keltska ozemlja severno od Apeninov v Predalpski Galiji (od 222 do 200 pr. n. št.) in nato tista sosednjih Venetov (na vzhodu) in Ligurov (na zahodu), preden je dosegel vznožje Alp.
Leta 200 pr. n. št. so uporni Galci zavzeli kolonijo Piacenza in ogrozili Cremono, zato se je Rim odločil posredovati z močjo. Leta 196 pr. n. št. je Publius Cornelius Scipio Nasica premagal Insubre, leta 191 pr. n. št. pa so bili premagani Boji, ki so nadzorovali obsežno območje med Piacenzo in Riminijem. Po prečkanju reke Pad se je rimsko prodiranje nadaljevalo mirno; lokalno prebivalstvo, Cenomani in Veneti, so spoznali, da je Rim edina sila, ki jih lahko zaščiti pred napadi drugih sosednjih plemen. Okoli leta 191 pr. n. št. je bila Cisalpska Galija dokončno zasedena. Napredovanje se je nadaljevalo tudi v severovzhodnem delu z ustanovitvijo rimske kolonije Akvileja (Oglej) leta 181 pr. n. št. Leta 177 pr. n. št. je bila podjarmljena Istra, leta 175 pr. n. št. pa tudi cisalpski Liguri. Nekaj desetletij pozneje je Polibij lahko osebno pričal o upadu keltskega prebivalstva v Padski nižini, ki je bilo izgnano iz regije ali omejeno na nekatera omejena subalpska območja.

### Magna Graecia (Velika Grčija)
Sicilijo je Rim osvojil med prvo punsko vojno. Samo Sirakuze so ostale neodvisne do leta 212, ker je bil njen kralj Hieron II. Sirakuški zvest zaveznik Rimljanov. Njegov vnuk Hieronim pa se je povezal s Hanibalom, kar je Rimljane spodbudilo k obleganju mesta, ki je padlo leta 212 pr. n. št.
Zdi se, da pred letom 218 ni bilo rimskega zanimanja za južno Italijo samo, da so imeli Italijani v tem obdobju malo stikov z Rimom in da je bil, razen rimskih garnizonov v mnogih mestih, rimski nadzor omejen.
Po drugi punski vojni je Rim zasledoval program reorganizacije v južni Italiji brez primere, kjer so bila mnoga mesta priključena Rimski republiki leta 205 pr. n. št. kot posledica njihovega prebega k Hanibalu. Rimske kolonije (civium romanorum) so bile glavni element novega načrta teritorialnega nadzora, začenši z lex Atinia iz leta 197 pr. n. št. Leta 194 pr. n. št. so bile garnizije 300 rimskih veteranov nameščene v Volturnumu, Liternumu, Puteoliju, Salernumu in Buxentumu ter v Sipontumu na Jadranu. Ta model je bil ponovljen na ozemlju Brettijev; leta 194 pr. n. št. sta bili ustanovljeni rimski koloniji Kroton in Tempsa, sledili pa sta latinski koloniji Copia (193 pr. n. št.) in Valentia (192 pr. n. št.).
Vendar romanizacija ni bila enaka politični združitvi po razširitvi državljanstva med zavezniškimi vojnami v letih 90/89 pr. n. št. in precejšnje razlike v mestih so ostale tudi pozneje, vse do avgustovskega obdobja, odvisno od njihove politične in socialne organizacije ter oddaljenosti od Rima. Romanizacija je bila odvisna tudi od velikih razlik v rimskem ravnanju z mesti, od zgodnje in popolne asimilacije Cumae (edino grško mesto, ki je postalo civitas sine suffragio, leta 338 pr. n. št.) in Paestumu do obstojnosti grškega jezika in kulture v Neaplju in Kalabriji.

### Druge regije
Številne plemenske skupine, tako na severu kot na jugu, so bile prisilno izkoreninjene iz svoje domovine in deportirane drugam. Ligurski Apuančani so bili na primer množično deportirani (47.000 ljudi) v Sannio in Kampanijo. Proces romanizacije in homogenizacije polotoka je v tem trenutku začel obroditi sadove. Na jugu so se na primer italijanski aristokrati začeli organizirati mešane poroke z rimsko in etruščansko aristokracijo, da bi ustvarili zakonske odnose, ki so vodili do krvnih vezi po vsem polotoku. To je bilo tako uspešno, da so se od 1. stoletja pr. n. št. številne pomembne politične osebnosti lahko med svojimi predniki štele etruščanske, samnitske in umbrijske družine in tako naprej.

## Uporensociiin prošnja za rimsko državljanstvo (133–42 pr. n. št.)
Obdobje od Grakhovih agitacij (133–121 pr. n. št.) do prevlade Sule (82–78 pr. n. št.) je zaznamovalo začetek krize, ki je skoraj stoletje pozneje končala aristokratsko republiko. Zgodovinar Ronald Syme je obdobje prehoda iz republike v Avgustov principat poimenoval "Rimska revolucija".
Hitra širitev republike v sredozemskem bazenu je povzročila ogromne težave, saj so bile rimske institucije do takrat zasnovane za upravljanje majhne države, zdaj pa se je država raztezala od Iberije do Afrike, Grčije in Male Azije. Leta 133 pr. n. št. je bil ljudski tribun (plebejski tribun) Tiberij Sempronij Grakh zaskrbljen zaradi pomanjkanja delovne sile v različnih delih Italije in zaradi splošne revščine. Bil je prepričan, da bi bilo v teh razmerah nemogoče ohraniti družbeni red, ki je bil hrbtenica vojske. Zato je predlagal razdelitev presežne zemlje manj premožnim državljanom, s čimer bi dal nov zagon razredu malih kmetijskih lastnikov, ki je bil v resnih težavah zaradi nenehnih vojn. Nasprotovali so mu veliki posestniki, ki so širili svoje posesti z izseljevanjem dolžniških ali z nakupom njihove zemlje. Nenehne vojne doma in v naseljencev tujini so prisilile male posestnike, da so za mnoga leta zapustili svoje kmetije, da bi služili legijah; vendar so Rimu (z ropanjem in osvajanji) dobavljali ogromno poceni blaga in sužnjev, ki so bili običajno zaposleni na kmetijah bogatih, z ogromnimi posledicami za rimsko družbeno tkivo, saj se majhna posest ni mogla kosati s suženjskimi posestvi z nizkimi obratovalnimi stroški. Vse tiste družine, ki so bile zaradi dolgov prisiljene zapustiti podeželje, so se zatekle v Rim, kjer so tvorili mestni nižji sloj; množico ljudi, ki niso imeli službe, doma in hrane, z neizogibnimi in nevarnimi socialnimi napetostmi v italijanskem svetu.
Po teh dogodkih je rimsko Italijo prizadela Kimbrska vojna (113–101 pr. n. št.). Germanski plemeni Kimbrov in Tevtonov iz severne Evrope so se preselila na severna ozemlja Rima in prišla v konflikt z Rimom in njegovimi zavezniki. To je bilo zaskrbljujoče glede na zgodovino invazije Galcev leta 390 pr. n. št. in "Hanibalove vojne"; tako zelo, da sta se Italija in sam Rim počutila resno ogrožena. Leta 105 pr. n. št. so Rimljani doživeli enega svojih najhujših porazov v bitki pri Arausiu, blizu Orangea v Transalpski Galiji; bil je ogromen poraz, skoraj enak tistemu pri bitki pri Kanah. Potem ko so Kimbri Rimljanom odobrili premirje, da bi se posvetili plenjenju Iberije, se je Rim lahko skrbno pripravil na končno bitko proti tem germanskim napadalcem in jih uspel iztrebiti najprej v bitki pri Aquae Sextiae (Aix-en-Provence) in nato v bitki pri Vercellae na italijanskih tleh. Plemena so bila premagana in zasužnjena (vsaj 140.000 ujetnikov) in njihova grožnja odstranjena.
V drugi polovici 2. stoletja pr. n. št. so Italiki brez rimskega državljanstva (socii) začeli zahtevati državljanstvo, ki so ga dobili po težki in krvavi vojni leta 89 pr. n. št. To je bil zadnji in temeljni korak italijanske integracije v rimski svet in s tem posledične združitve različnih etničnih kultur v enotno politično in kulturno identiteto. Italiki brez državljanstva so se združili proti Rimu (Velleius Paterculus celo piše "cela Italija se je dvignila proti Rimu") in, če je po eni strani italijanska koalicija izgubila vojno, je dobila tudi dolgo pričakovano rimsko državljanstvo. Na koncu te "velike vojne" (kot jo je opredelil Diodor Sicilski), so postale razlike med Italijo in provincami bolj očitne.
Hkrati z vsemi temi dogodki so se v letih med 135 in 71 pr. n. št. zgodili suženjski upori na Siciliji in nato na italijanskih tleh, ki so nasprotovali sužnjstvu v rimski državi. Tretja suženjska vojna ali Spartakov upor je bila najresnejša. Ocene števila upornikov govorijo o vpletenosti 120.000 ali 150.000 sužnjev. V tem zadnjem uporu je bil Spartak, ki je vodil upornike, izurjen kot gladiator. Leta 73 pr. n. št. se je skupaj z nekaterimi tovariši uprl v Capui in pobegnil proti Vezuvu. Število upornikov je hitro naraslo na 70.000, sestavljali so jih predvsem tračanski, galski in germanski sužnji. Sprva sta Spartak in njegov namestnik Krikus uspela premagati več legij, poslanih proti njima. Ko je bilo vzpostavljeno enotno poveljstvo pod Markom Licinijem Krasom, ki je imel šest legij, je bil upor zatrt leta 71 pr. n. št. Približno 10.000 sužnjev je pobegnilo z bojišča. Pobegle sužnje je prestregel Pompej Veliki s pomočjo piratov, ki so jim sprva obljubili prevoz na Sicilijo, a so jih nato izdali, domnevno na podlagi dogovora z Rimom, ki se je vračal iz Španije in 6.000 jih je bilo križanih vzdolž Apijeve ceste, od Capue do Rima.
Mnogi zgodovinarji se strinjajo, da so bile rimske državljanske vojne, večinoma bojevanje na italijanskih tleh, logična posledica dolgega procesa propadanja rimskih političnih institucij, ki se je začel z umori bratov Grakh leta 133 in 121 pr. n. št. in se nadaljeval z reformo legij Gaja Marija, ki je bil prvi, ki je zasedal številne izredne javne položaje, s čimer je postavil zgled, ki so mu sledili bodoči ambiciozni diktatorji dekadentne republike, zavezniške vojne, spopad med Marijevci in Sulovci, ki se je končal z vzpostavitvijo diktature Sula, znanega po proskripcijskih seznamih, izdanih med njegovim vladanjem in končno v vojnah prvega in drugega triumvirata. Ti dogodki so pretresli temelje republike.
Po hudih nesoglasjih s senatom je Cezar oborožen prečkal reko Rubikon, ki je označevala mejo med provinco Cisalpsko Galijo in ozemljem Italije; rimski senat pa se je zbral okoli Pompeja in v poskusu obrambe republikanskih institucij sklenil napovedati vojno Cezaru (49 pr. n. št.). Istega leta je bilo državljanstvo razširjeno tudi na Cisalpinske Galce in Venete prek Lex Roscia, s čimer je bila okronana dolgo pričakovana socialna integracija celotnega Apeninskega polotoka, ki je dejansko postala vsa Italija, Rimljani v vseh pogledih.
Medtem, po vzponih in padcih, so se Cezarijani in Pompejani spopadli v bitki pri Farsalu, kjer je Cezar nepovratno premagal svojega tekmeca. Pompej je nato poiskal zatočišče v ptolemajskem Egiptu, vendar je bil tam ubit (48 pr. n. št.). Cezar je prav tako odšel v Egipt in se tam vpletel v dinastični spor, ki je izbruhnil med Kleopatro in njenim bratom Ptolemajem XIII.. Ko je bila situacija rešena, je nadaljeval vojno in premagal kralja Farnaka II. Pontskega v bitki pri Zeli |bitki pri Zeli (47 pr. n. št.). Zatem je odšel v Afriko, kjer so se Pompejani reorganizirali pod poveljstvom Katona mlajšega, in jih premagal v bitki pri Tapsu (46 pr. n. št.). Preživeli so našli zatočišče v Hispaniji, kamor se jim je Cezar pridružil in jih premagal, tokrat dokončno, v bitki pri Mundi (45 pr. n. št.).
Cezar je umrl po zaroti v marčevskiih idah (44 pr. n. št.) in njegov nečak Avgust Oktavijan je postal njegov glavni dedič. Obveščen o umoru svojega prastrica, se je odločil vrniti v Rim, da bi uveljavljal svoje pravice kot posvojen sin, pa tudi, da bi se kot edini posvojen sin ponašal z imenom pokojnika, s čimer je postal Gaj Julij Cezar Oktavijan. Cezar je prebivalcem Rima zapustil tudi po 300 sestercev, poleg svojih vrtov ob bregovih Tibere (Horti Caesaris). Pristal je v Brindisiju, Oktavijan je prispel v Rim 21. maja, ko so morilci Cezarja (sebi so rekli liberatores, oz. osvoboditelji, danes bi bil najbližje izraz republikanci) že več kot mesec dni prej zapustili mesto. Mladenič je pohitel, da bi si prisvojil posvojeno ime Gaj Julij Cezar, javno je izjavil, da sprejema očetovo dediščino in zato prosil, da prevzame družinsko premoženje. Senat in zlasti Cicero, ki ga je v tistem trenutku videl kot neizkušenega začetnika glede na njegovo mladost, pripravljenega na manipulacijo s strani senatorske aristokracije in ki je cenil slabljenje Antonijevega položaja, je odobril ratifikacijo oporoke. Z Cezarjevim premoženjem, ki mu je bilo zdaj na voljo, je Oktavijan lahko rekrutiral zasebno vojsko približno 3.000 veteranov, medtem ko se je Mark Antonij, potem ko je dobil dodelitev Cisalpske Galije, ki je bila že zaupana liberatoresu Decimu Brutu, pripravljal na vojno proti Cezarjevcem, da bi si ponovno pridobil naklonjenost Cezarjeve frakcije. Ob tej priložnosti je Cicero pisal Titu Pomponiju Atiku, s čimer je pokazal gotovost glede Oktavijanove zvestobe republikanski zadevi, prepričan o možnosti izkoriščanja potenciala tega mladega potomca za odstranitev Antonija, ki je izšel nepoškodovan (na veliko žalost govornika) iz Id.
In medtem, ko je potekala nova državljanska vojna dve leti po Cezarjevi smrti (42 pr. n. št.), je bila nova provinca Cisalpska Galija ukinjena in Rimska Italija je vključila vsa ozemlja južno od Alp ter postala polnopravni del Italije, čeprav so njena mesta že sedem let prej dobila rimsko državljanstvo od Cezarja.

## Od Filipov (42 pr. n. št.) do Avgustove reorganizacije (7 n. št.)
Po zmagi Oktavijana in Antonija v bitki pri Filipih (42 pr. n. št.) so med njima nastali novi spori. Lucij Antonij (brat Marka Antonija), Antonijev brat, se je leta 41 pr. n. št. uprl Oktavijanu, ker je zahteval, da se tudi veteranom njegovega brata razdelijo zemljišča v Italiji (poleg Oktavijanovih 170.000 veteranov), vendar je bil poražen v Perugii leta 40 pr. n. št. Svetonij pripoveduje, da je bil med obleganjem Perugie, medtem ko je žrtvoval nedaleč od mestnega obzidja, Oktavijan skoraj ubit s strani skupine gladiatorjev, ki so izvedli izpad iz mesta. Po porazu Lucija Antonija sta se tako Antonij kot Oktavijan odločila, da incidentu ne bosta pripisovala prevelike teže. Sčasoma so se celo vojaki obeh strani odrekli boju in triumvirji so svoje spore odložili. Z Brindizijsko pogodbo (september 40 pr. n. št.) je prišlo do nove delitve provinc, saj je Antoniju ostal rimski vzhod od Skutarija, vključno z Makedonijo in Ahajo; Oktavijanu zahod, vključno z Ilirikom; Lepidu, ki je bil zdaj izven političnih iger, Afrika in Numidija; Sicilija je bila potrjena Sekstu Pompeju (sin Pompeja Velikega), da bi ga utišali, da ne bi povzročal težav na zahodu. Pakt je bil potrjen s poroko med Antonijem, čigar žena Fulva je nedavno umrla in Oktavijanovo sestro Oktavijo mlajšo.
Leta 38 pr. n. št. se je Oktavijan odločil, da se bo v Brindisiju srečal z Antonijem in Lepidom, da bi obnovil zavezniški pakt za nadaljnjih pet let. Leta 36 pr. n. št. pa je Oktavijanu, po zaslugi njegovega prijatelja in generala Marka Vipsanija Agripe, uspelo končati vojno s Sekstom Pompejem. Slednji je bil namreč dokončno poražen v bitki pri Navlohu, tudi zaradi nekaterih okrepitev, ki jih je poslal Antonij. Sicilija je padla in Sekst Pompej je pobegnil na Vzhod, kjer so ga kmalu zatem umorili Antonijevi morilci. Takrat pa se je moral Oktavijan soočiti z ambicijami Lepida, ki je menil, da bi morala biti Sicilija njegova in je kršeč zavezniški pakt odšel, da bi jo zavzel z 20 legijami. Vendar je bil hitro poražen, potem ko so ga njegovi vojaki zapustili in prešli na Oktavijanovo stran, Lepid pa je bil končno omejen na Circeo, medtem ko je obdržal javno funkcijo pontifex maximus.
Po postopni eliminaciji vseh tekmecev v šestih letih, od Bruta in Kasija, do Seksta Pompeja in Lepida, je situacija ostala izključno v rokah Oktavijana na Zahodu in Antonija na Vzhodu, kar je privedlo do neizogibnega povečanja nasprotij med obema triumvirjema. Konflikt je bil zdaj neizogiben. Manjkal je le casus belli, ki ga je Oktavijan našel v Antonijevi oporoki, v kateri je bila zabeležena njegova odločitev, da vzhodna ozemlja Rima zapusti Kleopatri iz Egipta in njenim otrokom, vključno s Cezarionom, Cezarjevim sinom. Kasneje, ko je Antonija razglasil za javnega sovražnika, je rimski senat konec leta 32 pr. n. št. napovedal vojno Kleopatri, zadnji ptolemajski kraljici Egipta, Antonij in Kleopatra sta bila poražena v bitki pri Akciju 2. septembra 31 pr. n. št. in oba sta naslednje leto v Egiptu storila samomor.
Oktavijan je dejansko postal absolutni gospodar rimske države, čeprav je bil Rim formalno še vedno republika in Oktavijan sam še ni bil pooblaščen z nobeno uradno oblastjo, saj njegova potestas triumvirja ni bila nikoli obnovljena: v Res gestae divi Augusti priznava, da je v zadnjih letih vladal na podlagi "potitus rerum omnium per consensum universorum" ("splošnega soglasja"), zato je prejel nekakšno trajno tribunicia potestas (zagotovo izvenustavno dejstvo). Dokler je to soglasje vključevalo zvesto podporo vojsk, je Oktavijan lahko varno vladal in njegova zmaga je dejansko predstavljala zmago Italije nad Bližnjim vzhodom; zagotovilo, da Rimsko cesarstvo nikoli ne bi moglo najti svojega ravnotežja in svojega središča drugje kot v Rimu.
S koncem obdobja državljanskih vojn je Oktavijan Avgust med letoma 16 pr. n. št. in 7 pr. n. št. začel osvajati alpske doline (od doline Aoste do reke Arsia reka (Raša) v Istri), s čimer je dokončal osvojitev italijanske geografske regije. Po osvojitvi celotnega alpskega loka in s tem celotnega italijanskega ozemlja je Italijo razdelil na 11 regij, jo obogatil z novimi središči (okoli 7 n. št.). Zadevne regije so bile naslednje:
- I. regija Lacij in Kampanija
- II. regija Apulija in Kalabrija
- III. regija  Lukanija in Abruci
- IV. regija Samnij
- V. regija Picen
- VI. regija Umbrija in Ager Gallicus
- VII. regija Etrurija
- VIII. regija Emilija
- IX. regija Ligurija
- X. regija Benečija in Istra
- XI. regija Transpadana

Svetonij in Res gestae divi Augusti govorita o ustanovitvi kar 28 kolonij. Na nek način je priznal pomen teh kolonij, saj jim je pripisal enake pravice kot Rimu, kar je dekurionom kolonij omogočalo, da so v vsakem svojem mestu glasovali za izvolitev rimskih magistratov, svoj glas pa so na dan volitev poslali v Rim.
Avgust je okrepil hegemonski položaj Apeninskega polotoka ter njegovih rimskih in italskih tradicij. Skozi prvo stoletje je Italija uživala neprimerljiv ugled, močne gospodarske in pravne privilegije zaradi Ius Italicum, ki je italijansko zemljo ločeval od Solum provinciale in hegemonski položaj tako na vojaški kot na gospodarski ravni znotraj Sredozemskega morja. Med privilegiji Italije je bila tudi izgradnja goste cestne mreže, olepšanje mest z opremljanjem s številnimi javnimi objekti (forumi, templji, amfiteatri, gledališča in kopališča) in uradi za pobiranje davkov.
Znotraj Italije so v mirnem času rimski magistrati izvajali tudi imperium domi (policijsko moč) kot alternativo imperium militiae (vojaški moči). V nasprotju s provincami so imeli prebivalci Italije Latinske pravice in davčne privilegije, ki so trajali do cesarja Dioklecijana.